# Pietroșița
Pietroșița est une commune du județ de Dâmbovița en Roumanie.